# Polynoella levisetosa
Polynoella levisetosa är en ringmaskart som beskrevs av McIntosh 1885. Polynoella levisetosa ingår i släktet Polynoella och familjen Polynoidae. Inga underarter finns listade i Catalogue of Life.